# Amelle Berrabah
Amelle Berrabah (născută pe 22 aprilie 1984 în Hampshire, Regatul Unit este o cântăreață, membră a grupului Sugababes.